# Bauchpresse
Als Bauchpresse (lateinisch Prelum abdominale) wird die willkürliche oder unwillkürliche Druckerhöhung im Bauchraum bezeichnet. Der Bauchinnendruck kann dabei von 1,7 auf bis zu 20 kPa erhöht werden. Die Bauchpresse wird beim Stuhlgang, beim Harnabsatz, in der Austreibungsphase der Geburt, beim Husten, beim Erbrechen und beim Heben schwerer Lasten zur Stabilisierung der Wirbelsäule, in geringerem Umfang auch beim normalen Stehen eingesetzt und von geübten Sängern bei der Entwicklung einer raumtragenden Gesangsstimme (siehe dazu Stimmbildung).
Ermöglicht wird die Bauchpresse durch einen Verschluss der Stimmlippen, Zurückhalten der Luft in den Lungen sowie die Kontraktion der Atemmuskulatur, Zwerchfell, Bauchmuskulatur und Beckenbodenmuskulatur.
Bei starker Bauchpresse und geringerer Widerstandskraft der Rumpfwand kann es zur Entstehung von Hernien (Brüchen mit Austritt von Organanteilen) kommen.